# Höhnstedt
Höhnstedt ist ein Ortsteil der Einheitsgemeinde Salzatal im Saalekreis in Sachsen-Anhalt (Deutschland).
Bis zur Neubildung der Einheitsgemeinde Salzatal am 1. Januar 2010 war Höhnstedt eine selbständige Gemeinde in der Verwaltungsgemeinschaft Westlicher Saalkreis. Letzter Bürgermeister Höhnstedts war Uwe Ringleb.

## Geografie
Höhnstedt liegt etwa 5 km westlich der Stadtgrenze von Halle (Saale). Der Ort befindet sich am südlichen Rand eines Plateaus mit fruchtbarem Lössboden, welches etwa 60 bis 80 Meter über der Eislebener Senke liegt, in einer Talmulde. Südlich fließt der Wellbach in einem entlang einer geologischen Störung eingeschnittenen Tal. In der westlichen Hälfte des Dorfes liegt der Gänseberg (173,8 Meter) als flache Erhebung.

## Geschichte
Archäologische Funde aus dem Neolithikum und der mittleren bis späteren Bronzezeit belegen eine prähistorische Besiedlung des Raumes Höhnstedt. So wurde ein Steinkistengrab der Glockenbecherkultur und zwei Gräberfelder der Helmsdorfer Gruppe gefunden.
In der Gemarkung stehen „Vier Steine“, die  als Rest einer mittelalterlichen Gerichtsstätte interpretiert werden. Sie sollen auch als Nagelstein genutzt worden sein. Höhnstedt wird der frühmittelalterlichen Siedlungsperiode zugeordnet. Er wurde 1121 erstmals urkundlich als Hoenstede (1325 Honstete) erwähnt und lag im Archidiakonatsbezirk Eisleben des Bistums Halberstadt. Der Name leitet sich vom althochdeutschen hōh für hoch beziehungsweise hōhī für Höhe ab und beschreibt eine hochgelegene Siedlung.
Das Haufendorf Höhnstedt war im Mittelalter eine der einwohnerreichsten Siedlungen des Gebietes. Die nach dem Ort benannte Adelsfamilie Hohnstedt besaß das lokale Rittergut. Im Jahr 1320 kam Höhnstedt an die Grafschaft Mansfeld und wurde dem Amt Seeburg im Distrikt Schraplau unterstellt. 1400 bestanden drei Kirchen oder Kapellen im Ort.
Das Rittergut Höhnstedt, welches nördlich des Ortskerns lag, bewirtschaftete im 18. Jahrhundert 132 Hektar. Dazu kamen sieben Vollspänner, acht Halbspänner und 65 Kossaten. Insgesamt hatte die Gemarkung 765 Hektar fruchtbares Ackerland und 52 Hektar Weinberge. Der Weinbau hatte eine Blütezeit zwischen dem 14. und 16. Jahrhundert. Bereits in einer Urkunde Ottos II. war 973 in einer Urkunde Weinbau in der Region beschrieben worden. Im Jahr 1583 wurden im Dorf 93 Haushalte gezählt, woraus sich eine ungefähre Einwohnerzahl von 465 ergibt. 1734 wurde Höhnstedt als eines der besten und größten Dörfer der Grafschaft Mansfeld beschrieben.
Im Zuge der Teilung der Grafschaft Mansfeld kam Höhnstedt mit dem Amt Seeburg zum preußischen Herzogtum Magdeburg.
Mit dem Frieden von Tilsit wurde der Ort im Jahr 1807 dem Königreich Westphalen angegliedert und dem Distrikt Halle im Departement der Saale zugeordnet. Er kam zum Kanton Seeburg. Nach der Niederlage Napoleons und dem Ende des Königreichs Westphalen befreiten die verbündeten Gegner Napoleons Anfang Oktober 1813 das Gebiet. Bei der politischen Neuordnung nach dem Wiener Kongress 1815 wurde Höhnstedt im Jahr 1816 dem Regierungsbezirk Merseburg der preußischen Provinz Sachsen angeschlossen und dem Mansfelder Seekreis angegliedert.
1880 erwarb ein Rittmeister Wendenburg das Rittergut Höhnstedt, am Anfang des 20. Jahrhunderts Carl Wentzel aus Teutschenthal. Nachdem der Weinbau in der Region zwischenzeitlich vollständig zum Erliegen gekommen war, wurde er ab den 1920er Jahren wieder etabliert. Nach 1945 entstanden nach der Enteignung des Ritterguts im Nordosten ausgedehnte Stallanlagen der LPG „Rotes Banner“ Höhnstedt. Die LPG erbrachte mit 2300 Milchkühen in fünf Ställen ein Fünftel der Milchproduktion des Landkreises.
Im Zuge der ersten Kreisreform in der DDR wurde Höhnstedt am 15. Juni 1950 in den Saalkreis umgegliedert. Mit der zweiten Kreisreform 1952 kam Höhnstedt in den neu zugeschnittenen Saalkreis im Bezirk Halle, der 2007 im Saalekreis aufging. Bis zur Neubildung der Einheitsgemeinde Salzatal am 1. Januar 2010 war Höhnstedt eine selbständige Gemeinde in der Verwaltungsgemeinschaft Westlicher Saalkreis. Ortsbürgermeister der Ortschaft Höhnstedt ist Michael Scheffler.

## Wappen
Das älteste Gemeindesiegel stammt aus dem Jahr 1747. Es stellt einen Bauern dar, der in der rechten Hand drei Kornähren und in der linken Hand eine Weintraube hält. Zu seinem rechten Fuß sind Umrisse zu sehen, die vielleicht Felsen oder Säcke darstellen.
Das Wappen, das am 7. November 1997 durch das Regierungspräsidium Halle genehmigt wurde zeigt: „In Grün ein stehender goldener Winzer mit Kopfbedeckung, in der rechten Hand drei aufrechte goldene Ähren am Halm, in der linken eine gestielte hängende goldene Weintraube haltend.“

## Kultur und Sehenswürdigkeiten

### Bauwerke

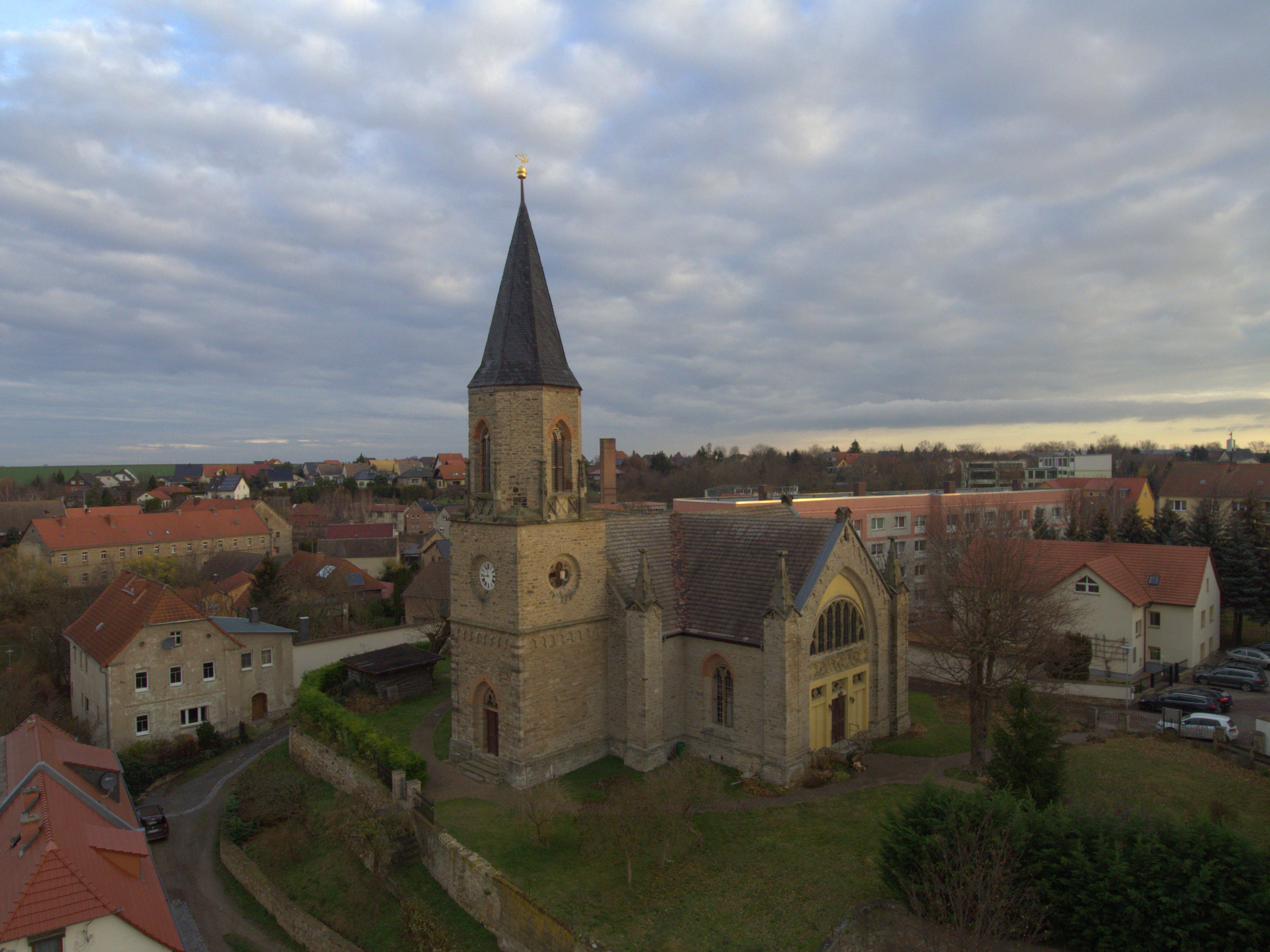
Kirche St. Lucia und Ottilie

Die evangelische Kirche St. Lucia und Ottilie wurde in den Jahren 1820 bis 1831 bzw. 1830 bis 1832 im Stil der Neugotik erbaut. Der kreuzförmige Grundriss mit angrenzendem Westturm entstand nach Plänen des halleschen Stadtbaumeisters Johann Justus Peter Schulze, dem Erbauer des Schauspielhauses in Halle (1836/37). Die Ausstattung der Kirche ist einheitlich klassizistisch.

### Regelmäßige Veranstaltungen
Im September findet alljährlich das örtliche Winzerfest statt.

### Vereine
Vereine im Ort sind der Höhnstedter Carnevalsclub Blau Gold (HCC), der SV Höhnstedt, Biks Höhnstedt, der Weinbauverein Höhnstedt, Junior Campus Höhnstedt, der Feuerwehrverein Höhnstedt und der Schützenverein Höhnstedt 1998. Ebenso gibt es den Kleingartenverein Am Wellbach e. V.

## Wirtschaft und Infrastruktur

### Weinanbau
Der Höhnstedter Weinbaubereich (Großlage) gehört zum Bereich Mansfelder Seen und damit zum nördlichsten Weinanbaugebiet Deutschlands, dem Weinbaugebiet Saale-Unstrut.
Schon in einer Urkunde Ottos II. (22. Oktober 973), die einen Tauschvertrag zwischen dem Erzbistum Magdeburg und einer Abtei in Fulda besiegelt, werden in der Region vineis, also Weinberge oder -gärten, erwähnt. Später entstand eine Vielzahl von Weinbauhütten, die das Bild der Weinberge prägen. Auf fast 70 Hektar wurde 2017 Wein in Höhnstedt angebaut. Es existieren etwa 160 Weinberghütten. Im Jahr 2003 wurde die Weinstraße Mansfelder Seen (Zappendorf–Unterrißdorf) gegründet, die auf einer Länge von 21 km an 24 Sehenswürdigkeiten entlangführt.

### Verkehrsanbindung
Höhnstedt liegt etwa 2 Kilometer nördlich der Bundesstraße 80, die Halle (Saale) mit Eisleben verbindet. Etwa 5 Kilometer östlich verläuft die Bundesautobahn 143.

## Persönlichkeiten
- Arthur Boltze (1878–1954), Generalleutnant